# Вълчанов мост
Вълчановият мост е мост със сводова конструкция над Резовска река, свързващ България и Турция. Намира се на 6,7 km югоизточно от Малко Търново в местността Вълчанкуле.

## История
Според местна легенда мостът, първоначално дървен, е построен през XIX век със средства, предоставени от Вълчан войвода. След като през годините постепенно е бил разрушен от буйните води на реката, през 1908 г. на около 100 м от него е построен сводест мраморен мост, също наречен Вълчанов мост. Смята се, че сегашният мост е взривен откъм България или през 1941 г. по време на Втората световна война или около 1947 г. с цел да се възпрепятства ползването му за незаконно преминаване на новата граница с Турция.

## Конструкция
Сегашният мост е трисводест по конструкция. Двата по-малки свода на българска територия са разрушени, оцелял е единствено големият централен свод.

## Туризъм
Понастоящем мостът попада в граничната ивица и в рамките на 300-метровата стратегическа зона за сигурност на Временното възпрепятстващо съоръжение по границата с Турция.

Посетителите на моста трябва да съгласуват пребиваването си с директора на Главна дирекция „Гранична полиция“ и се придружават по необходимост от служители на ГДГП. Посетителите трябва да съблюдават забраните, наложени от специалния режим на достъп.
Към моста може да се подходи от югоизточните околности на Малко Търново в близост до градския стадион по 8 km чакълиран път. Върви се на югоизток през местностите Пешев пазлак, Махленска чука, Кукузелов чукар и Кирев буджак.